# Bierdnak
Bierdnak är en sjö i Arjeplogs kommun i Lappland och ingår i Skellefteälvens huvudavrinningsområde. Sjön har en area på 0,477 kvadratkilometer och ligger 631,2 meter över havet. Sjön avvattnas av vattendraget Riebnesströmmen. Vid provfiske har elritsa, röding och öring fångats i sjön.

## Delavrinningsområde
Bierdnak ingår i det delavrinningsområde (739763-154984) som SMHI kallar för Utloppet av Bierdnak. Medelhöjden är 832 meter över havet och ytan är 4,69 kvadratkilometer. Räknas de 13 avrinningsområdena uppströms in blir den ackumulerade arean 183,01 kvadratkilometer. Riebnesströmmen som avvattnar avrinningsområdet har biflödesordning 2, vilket innebär att vattnet flödar genom totalt 2 vattendrag innan det når havet efter 353 kilometer. Avrinningsområdet består mestadels av skog (31 procent) och kalfjäll (59 procent). Avrinningsområdet har 0,47 kvadratkilometer vattenytor vilket ger det en sjöprocent på 10,1 procent.